# Удрякбаш
Удрякбаш (баш. Өйҙөрәкбаш) — село в Благоварском районе Башкортостана, центр Удрякбашевского сельсовета.

## Географическое положение
Расстояние до:
- районного центра (Языково): 25 км,
- ближайшей ж/д станции (Благовар): 8 км.

## История
Известна с начала XVIII века. В сословном отношении она была смешанной: жили мещеряки и башкиры-припущенники. Считается, что татары-мишари — выходцы из деревни Эткино Бирского уезда (Иткинеево — нынешний Янаульский район). А их предки переселились из Касимовского ханства. Инициаторами переселения в Удрякбаш были Ишбулатовы. Один из них - Зигангир Ишбулатов впоследствии был начальником 24-го башкирского кантона. Они купили землю у башкир-вотчинников Куркулиминской волости в вечное владение. Согласно ведомости, составленной в 1841-1842 годах, мещеряки относились к 1-й юрте III кантона, а башкиры - к 1-й юрте VIII кантона. Команды и юртовые старшины мещеряков и башкир числились отдельно.
Население в основном занималось земледелием и скотоводством, кроме того, плетением лаптей, В 1870 году в деревне зафиксировано наличие 2-х мечетей, училища (мэдресе), 2-х водяных и столько же конных мельниц, по пятницам организовывались базары.
Анализ сведений ревизских сказок и других учетных документов показывает, что деревни расширялись и численность населения росла. 
- В 1795 году мещеряков при 40 дворах - 276, а башкир в 2-х семьях — 11 душ.
- В 1816 году всего наличных душ 455, в т.ч. мужчин - 242, женщин - 213.
- В 1834 году - 805 душ.
- В 1850 году - 925 души, из них - 464 мужчины и 461 женщина. Количество дворов - 63. В том году по всей юрте список составлен хорунжием Ижбулатовым, 1806 душ взято на учет, в т.ч. мужчин - 933. Из 933 душ мужского пола 923 подлежали к плате повинностей. Десять человек освобождены, в т.ч. офицеров - 1, офицерских детей - 2, зауряд чиновников - 7 человек.
- В 1859 году в деревне проживало 1143 человека (мужчин - 587, женщин - 556). В 1870 году - 210 дворов, численность населения - 1215.
- По данным подворной переписи 1912-1913 годов, всего населения 2665 человек (мужчин - 1325, женщин - 1340), ревизских душ - 565.
- В 1902 году ревизских душ 564, у них надельной земли - 1036 десятин, население приписано к военному званию.
- В 1906 году количество крестьянских дворов доходит до 348, население - 2117 душ. В деревне имеются 3 мечети, училище (мэдресе), 5 бакалейных лавок, 2 водяные мельницы, кузница.
Согласно данным всероссийской сельскохозяйственной переписи 1920 года в селе проживало - 3087 мишарей и 9 башкир.

## Население
| 2002 | 2009 | 2010 |
| ---- | ---- | ---- |
| 570  | ↗597 | ↘540 |

Согласно переписи 2002 года, преобладающая национальность — башкиры (88 %).

## Религия
В селе есть мечеть.

## Известные уроженцы
- Хамит Шамсутдинович Аглиуллин — Герой Советского Союза.
- Ишбулатов, Хаджи-Ахмет Исхакович — видный военный деятель, активный участник башкирского национального движения, генерал-майор.
- Галимджан Нигмати (1897—1938) — татарский советский литературовед, публицист, критик, редактор, общественный деятель и педагог.
- Гайсина Марфуга Нуриевна (1911—1984) — доктор медицинских наук, организатор психиатрической службы в Башкирской АССР, заведующая кафедрой психиатрии Башкирского государственного медицинского института (1970 — 1979).

## Справка
1. ↑  

Татарский дворянский род. Входили в состав мещеряцкого сословия. Проживали в д. Удрякбаш Уфимского у. (ныне Благоварский район РБ). В середине XIX в. в 3-м мещеряцком кантоне отмечен походный старшина Исхак Мухаметрахимов сын Ишбулатов. Его сын Зигангир Исхакович И. занимал должности войскового старшины и кантонного начальника. Другой сын Хазиахмет Исхакович И. (1851–1921) дослужился до чина генерал-лейтенанта царской армии, т.е. по чину пользовался правами потомственного дворянства. Многие представители рода занимали духовные должности в Уфимском уезде— Ижбулатовы. Дата обращения: 7 декабря 2022. Архивировано 7 декабря 2022 года.